# Ponu
Ponu is een bestuurslaag in het regentschap Timor Tengah Utara van de provincie Oost-Nusa Tenggara, Indonesië. Ponu telt 5494 inwoners (volkstelling 2010).